# Premier League Goal of the Season
Premier League Goal of the Season (en español: Gol de la Temporada de la Premier League) es un galardón anual que se otorga al futbolista considerado autor del mejor gol de la temporada anterior en la Premier League de Inglaterra. El premio se entregó por primera vez al final de la temporada 2016-17 y, desde la temporada 2019-20, es conocido como el Budweiser Goal of the Season gracias a su patrocinador (Budweiser).
En sus primeras tres ediciones, fue patrocinado por Carling. En 2020, la Premier League otorgó retroactivamente un ganador no oficial para cada temporada desde el inicio del premio.
La lista de candidatos incluye a los ganadores del Premier League Goal of the Month de cada una de las nueve selecciones mensuales de la temporada, y en ocasiones, como en las temporadas 2016-17, 2018-19 y 2023-24, también se incluye un gol de mayo que no fue sometido a votación mensual. El ganador se decide mediante una combinación de votación pública en línea, que contribuye con el 10 % del resultado final, y la evaluación de un panel de expertos.
El primer ganador del premio fue el centrocampista alemán Emre Can, del Liverpool Football Club, por su gol de chilena contra el Watford FC. El actual poseedor del galardón es Alejandro Garnacho, del Manchester United.

## Ganadores
| Temporada | Jugador            | Nacionalidad  | Equipo                 | Resultado | Rival                | Fecha                   | Ref.   |
| --------- | ------------------ | ------------- | ---------------------- | --------- | -------------------- | ----------------------- | ------ |
| 2016-17   | Emre Can           | Alemania      | Liverpool              | 1-0       | Watford FC           | 1 de mayo de 2017       | [ 3 ]  |
| 2017-18   | Sofiane Boufal     | Marruecos     | Southampton FC         | 1-0       | West Bromwich Albion | 21 de octubre de 2017   | [ 5 ]  |
| 2018-19   | Andros Townsend    | Inglaterra    | Crystal Palace FC      | 2-1       | Manchester City FC   | 22 de diciembre de 2018 | [ 6 ]  |
| 2019-20   | Son Heung-min      | Corea del Sur | Tottenham Hotspur FC   | 3-0       | Burnley FC           | 7 de diciembre de 2019  | [ 7 ]  |
| 2020-21   | Erik Lamela        | Argentina     | Tottenham Hotspur FC   | 1-0       | Arsenal FC           | 14 de marzo de 2021     | [ 8 ]  |
| 2021-22   | Mohamed Salah‡     | Egipto        | Liverpool FC           | 2-1       | Manchester City FC   | 3 de octubre de 2021    | [ 9 ]  |
| 2022-23   | Julio Enciso       | Paraguay      | Brighton & Hove Albion | 1-1       | Manchester City FC   | 24 de mayo de 2023      | [ 10 ] |
| 2023-24   | Alejandro Garnacho | Argentina     | Manchester United FC   | 1-0       | Everton FC           | 26 de noviembre de 2023 | [ 4 ]  |

| Negrita | Indica que el jugador sigue activo en la Premier League                                      |
| dagger  | Indica que el jugador también ganó el Premio Puskás de la FIFA por este gol                  |
| ‡       | Indica que el jugador también ganó la Bota de Oro de la Premier League en la misma temporada |
| Cursiva | Equipo local                                                                                 |